# Melitaea kotshubeji
Melitaea kotshubeji är en fjärilsart som beskrevs av Leo Andrejewitsch Sheljuzhko 1929. Melitaea kotshubeji ingår i släktet Melitaea och familjen praktfjärilar. Inga underarter finns listade i Catalogue of Life.